# Хугаєва Валерія В'ячеславівна
Валерія В'ячеславівна Хугаєва (уродж. Старченко; 2 листопада 1927, П'ятигорськ — 25 лютого 2025) — радянська і російська актриса театру і кіно, педагог. Народна артистка РРФСР (1971).

## Біографія
Народилася 2 листопада 1927 року в П'ятигорську. Коли їй було 3 року, сім'я переїхала в Москву.
У 1947 році вступила до ГІТІС імені А. В. Луначарського, в майстерню професора В. Р. Раєвського. На першому курсі познайомилася зі своїм майбутнім чоловіком Р. Д. Хугаевым, і після закінчення інституту вони одружилися. Прожили разом 56 років, аж до смерті Хугаева в 2005 році. В 1951 році з відзнакою закінчила інститут.
У 1951 році прийнята в Російський театр міста Орджонікідзе (нині Владикавказ), в якому служить й нині.
У 1971 році в ході гастролей Російського театру в Москві, виконала роль місіс Севідж в однойменному спектаклі, який справив фурор в культурному житті Москви. За цю роль вона удостоєна звання «Народна артистка Російської РФСР».
Жила і працювала в місті Владикавказі. В 2017 році широко було відзначено ювілей акторки.
Померла 25 лютого 2025 року в Москві.

## Творчість

### Ролі в театрі
- Онисія — («Влада темряви» — Толстой Л. М.);
- Аркадіна — («Чайка» — Чехов А. П.);
- бабуся — («Дерева помирають стоячи» — Касона А.);
- Бернарда Альба — («Дім Бернарди Альби» — Лорка Ф.-Р.);
- Олена Тальберг — («Дні Турбіних» — Булгаков М. А.);
- Катаріна — («Приборкання норовливої» — ШекспирВ.);
- Кручиніна — («Без вини винуваті» — Островський А. Н.);
- Лідія Василівна — («Старомодна комедія» — Арбузов А. Н.);
- Марія Олександрівна — («Дядечків сон» — Достоєвський Ф. М.);
- Березня-Ізабелла — («Дерева помирають стоячи» — Касона А.);
- місіс Севідж — («Дивна місіс Севідж» — Патрік Дж.);
- місіс Ерлін — («Віяло леді Уїндермір» — Уайльд О.);
- Надія — («Останні» — Горький М.);
- Ольга — («Роки мандрівок» — Арбузов А. Н.);
- Рашель — («Васса Желєзнова» — Горький М.);
- Троянда — («Ретро» — Галин А.);
- Соколова — («Останні» — Горький М.);
- Толгонай — («Материнське поле» — Айтматов Ч.);
- Тугина — («Остання жертва» — Островський А. Н.);
- Фатіма — («Фатіма» — Хетагуров К. Л.);
- Шаманова — («Таня» — Арбузов А. Н.);
- Еда — («Метелик! Метелик!» — Миколаї А.);
- Емілія Марті — («Засіб Макропулоса» — Чапек К.)

### Ролі в кіно
- мати Саїд — «Загадка кубачинского браслета». Північно-Осетинська кіностудія. 1982 р.

## Нагороди
- Орден «Знак Пошани» (1986)[5]
- Народна артистка РРФСР (1971)
- Заслужена артистка РРФСР (1960)
- Медаль " На Славу Осетії
- Державна премія РСО-Аланія імені К. Л. Хетагурова